# 1653 en science
| Années de la science : 1650 - 1651 - 1652 - 1653 - 1654 - 1655 - 1656    |
| Décennies de la science : 1620 - 1630 - 1640 - 1650 - 1660 - 1670 - 1680 |

Cet article présente les faits marquants de l'année 1653 en science.

## Événements
- 27 mai : découverte de la tombe de Childéric Ier à Tournai par le maçon Adrien Quinquin ; Jean-Jacques Chifflet, médecin en chef du roi d'Espagne Philippe IV est chargé de décrire le mobilier retrouvé dans la tombe[1].

## Publications
- Andrea Argoli : Observations sur la comète de 1653, imprimées en latin, 1653 ;
- Jean François :
  - La science des eaux qui explique en quatre parties leur formation, communication, mouvemens, & meslanges. Avec les arts de conduire les eaux, et mesurer la grandeur tant des eaux que des terres. Qui sont 1. De conduire toute sorte de fontaines. 2. De niveler toute sorte de pente. 3. De faire monter l'eau sur sa source. 4. De contretirer toute sorte de plans. 5. De connoistre toute hauteur verticale, & longueur horizontale. 6. D'arpenter toute surface terrestre. 7. De compter tout nombre avec la plume & les jettons, Pierre Hallaudays, imprimeur et libraire, rue Saint Germain à la Bible d'Or, Rennes, 1653 ; disponible ici, sur Gallica,
  - L'arithmétique ou l'art de compter, 1653, Rennes ; 1655, Paris ; 1661, Rennes ; extrait du précédent, dans lequel on retrouve les notations de François Viète pour les puissances de l'indéterminée : sur Gallica.

## Naissances
- 16 janvier : Johann Conrad Brunner (mort en 1727), médecin suisse.
- 24 mars : Joseph Sauveur (mort en 1716), physicien français.
- 26 avril : Jan Vaerman (mort en 1731), mathématicien flamand.

## Décès
- Jan Stampioen (né en 1610), mathématicien néerlandais.